# Certhiaxis mustelinus
El curutié rojiblanco (Certhiaxis mustelinus), también conocido como curutié rojo y blanco, chamicero pechiblanco (en Colombia), rastrojero pechiblanco (en Colombia) o cola-espina rojo y blanco (en Perú), es una especie de ave passeriforme de la familia Furnariidae, una de las dos pertenecientes al género Certhiaxis. Es nativa de la cuenca del Amazonas en América del Sur.

## Distribución y hábitat
Se distribuye a lo largo del río Amazonas y algunos de sus grandes afluentes, en el noreste de Perú (hacia el sur a lo largo del río Ucayali), extremo sureste de Colombia (sureste de Amazonas) y Brasil (hacia el este hasta el extremo oriental de Pará, incluyendo los bajos ríos Juruá y Purus, y hacia el sur a lo largo del río Madeira hasta cerca da la frontera con Bolivia).
Esta especie es considerada poco común y local en su hábitat natural: los pastizales y arbustales aledaños en riberas e islas de los grandes ríos amazónicos, por debajo de los 150 m de altitud.

## Descripción
Mide entre 14 y 15 cm de longitud y pesa entre 14 y 16 g. Por arriba es color rufo brillante, en contraste con el lorum negruzco. Por abajo es blanco inmaculado (sin el barbijo amarillo de su congénere).

## Comportamiento
Sus hábitos son muy semejantes a los del curutié colorado (Certhiaxis cinnamomeus), a pesar de restringirse a zonas de pastizales estacionalmente inundables. Es un ave bastante notoria, forrajeando en el abierto, en la vegetación flotante o en arbustos bajos cerca de agua.

### Alimentación
Su dieta consiste de artrópodos que forrajea solitario o en pares en ramas pequeñas o en el follaje, generalmente a alrededor de un metro del suelo.

### Vocalización
Su canto más frecuente, bastante diferenciado, es un enfático, repetitivo y agudo «chu-chéh».

## Sistemática

### Descripción original
La especie C. mustelinus fue descrita por primera vez por el zoólogo británico Philip Lutley Sclater en 1874 bajo el nombre científico Synallaxis mustelina; la localidad tipo es: «Río Madeira, abajo de la desembocadura del Río dos Marmelos, Amazonas, Brasil.»

### Etimología
El nombre genérico masculino «Certhiaxis» es una combinación de los géneros Certhia (los trepadores del Viejo Mundo) y Synallaxis (los pijuís); y el nombre de la especie «mustelinus», proviene del latín: como una Mustela, en referencia al color castaño o trigueño y blanco de este animal.

### Taxonomía
La subespecie propuesta frenatus del este de Brasil no es diagnosticable. Es monotípica.